# Elodie (chanteuse)
Elodie Di Patrizi, connue simplement sous le nom d'Elodie, est une chanteuse italienne, née à Rome le 3 mai 1990.

## Biographie
Elodie Di Patrizi, fille d'un artiste de rue italien et d'un mannequin franco - créole originaire de Guadeloupe , est née à Rome, mais a déménagé à Lecce, dans les Pouilles , alors qu'elle était encore enfant, après la séparation de ses parents . À 18 ans, elle a postulé à son premier casting télévisé. Cependant, elle a été éliminée de la deuxième saison de X Factor.
En 2016, elle récidive lors de la 15e édition des Amici di Maria De Filippi . La chanteuse, un de favoris est finalement battue que par Sergio Sylvestre (it) lors du vote du public . Elle remporte néanmoins le prix de la critique.  Sa chanson, « Un'altra vita », écrite par Fabrizio Moro , fait son entrée dans les classements italiens des singles. L'album du même nom, reprenant les chansons du spectacle, a ensuite atteint la deuxième place des classements, derrière l'album de Sylvestre. Le single et l'album ont tous deux été certifiés disque d'or.
En décembre 2016, sa participation au Festival de Sanremo 2017 est annoncée. La chanson « Tutta colpa mia », co-écrite avec Emma Marrone, lui vaut la huitième place en finale. Les années suivantes, elle se fait remarquer grâce aux tubes estivaux « Nero Bali » (2018, avec Michele Bravi et  Guè Pequeno) et « Margarita » (2019, avec Marracash ). Elle collabore également avec d'autres rappeurs italiens, dont Gemitaiz et Fabri Fibra .
Début 2020, Elodie sort son nouvel album, « This Is Elodie  ». Au Festival de Sanremo 2020, elle interprète la chanson « Andromeda », écrite par  Mahmood et Dardust  et atteint la septième place. La même année, elle sorti le tubes de l'été « Guaranà » et, aux côtés de Takagi & Ketra , Mariah et les Gipsy Kings , « Ciclone ». En 2022, elle connaît le succès avec le single « Bagno a mezzanotte », ainsi qu'un autre tube de l'été  « Tribale ».
Avec la chanson « Due », elle se classe neuvième au Festival de Sanremo 2023. La même année, elle remporte le David di Donatello de la meilleure chanson originale
En 2025 elle remporte le Ruban d'argent de la meilleure actrice dans un second rôle (Barbara) dans le film Fuori de Mario Martone.

## Discographie

### Albums
2016 - Un'altra Vita
2017 - Tutta colpa mia
2020 - This is Elodie
2023 - Ok Respira
| Année | Titre           | Classement | Classement | Distinction |
| Année | Titre           | ITA        | SWI        | Distinction |
| ----- | --------------- | ---------- | ---------- | ----------- |
| 2016  | Un'altra vita   | 2          | 86         | Disque d'or |
| 2017  | Tutta colpa mia | 6          |            |             |
| 2020  | This is Elodie  |            |            |             |

### Single
- 2016 : Un'altra vita
- 2016 : Amore avrai
- 2016 : L'imperfezione della vita
- 2017 : Tutta colpa mia
- 2017 : Verrà da sé
- 2017 : Semplice
- 2018 : Quando stiamo bene
- 2018 : Nero Bali
- 2020 : Margarita (avec Marracash)
- 2020 : Ciclone (avec Takagi & Ketra,  Mariah, Gipsy kings)
- 2021 : Vertigine
- 2022 : Bagno a mezzanotte

## Filmographie
- 2025 : Fuori de Mario Martone